# 5654 Terni
5654 Terni (1993 KG) là một tiểu hành tinh vành đai chính được phát hiện ngày 20 tháng 5 năm 1993 bởi A. Vagnozzi ở S L Stroncone.